# Groa de Murviedro
Groa de Murviedro är en ort i Spanien.   Den ligger i provinsen Província de València och regionen Valencia, i den östra delen av landet, 300 km öster om huvudstaden Madrid. Groa de Murviedro ligger 3 meter över havet och antalet invånare är 62 368.
Terrängen runt Groa de Murviedro är platt söderut, men åt nordväst är den kuperad. Havet är nära Groa de Murviedro åt sydost.  Närmaste större samhälle är Sagunto, 5,2 km nordväst om Groa de Murviedro. 